# Битка при Месана
Битката при Месана (на латински: Messana) е първата битка през Първата пуническа война между Римската република и Картаген и Сиракуза през 265 – 264 пр.н.е. при Месана (днес Месина) в Сицилия и завършва с победа на римляните.
Римляните с 9000 наемници имат командирите Апий Клавдий Кавдекс, Маний Валерий Максим Корвин Месала и Маний Отацилий Крас. Картагенската кавалерия е командвана от Ханон (не е Ханон, синът на Ханибал), а 12 000 войници от Сиракуза от Хиерон II.